# Dumbrăvești
Dumbrăvești est une commune roumaine du județ de Prahova, dans la région historique de Valachie et dans la région de développement du Sud.

## Géographie
La commune de Dumbrăvești est située dans le centre du județ, sur la rive gauche de la Teleajen, dans la plaine valaque, à la limite avec les collines du piémont des Carpates du sud, à 5 km au nord de Plopeni et à 23 km au nord de Ploiești, le chef-lieu du județ.
La municipalité est composée des six villages suivants (population en 1992) :
- Dumbrăvești (764), siège de la commune ;
- Găvănel (171) ;
- Mălăeștii de Jos (544) ;
- Mălăeștii de Sus (231) ;
- Plopeni (1 587) ;
- Sfârleanca (398).

## Politique
| Identité                   | Période      | Période      | Durée           |
| Identité                   | Début        | Fin          | Durée           |
| -------------------------- | ------------ | ------------ | --------------- |
| Valentin State (d),        | 2004         | octobre 2020 | 16 ans          |
| Dorin-Gabriel Răducanu (d) | octobre 2020 | En cours     | 4 ans et 5 mois |

## Démographie
Lors du recensement de 2011, 89,39 % de la population se déclarent roumains et 8,59 % comme roms (1,97 % ne déclarent pas d'appartenance ethnique et 0,02 % déclarent appartenir à une autre ethnie).
De plus, 93,21 % déclarent être chrétiens orthodoxes et 3,5 % être pentecôtistes (1,97 % ne déclarent pas d'appartenance religieuse et 1,3 % déclarent appartenir à une autre ethnie).

## Économie
L'économie de la commune repose sur l'industrie du bois (scieries, meubles, ébénisterie) et sur des unités de construction de matériel de forage.

## Communications

### Routes
La route régionale DJ102 permet d'atteindre :
- au nord, Vărbilău, Slănic et Vălenii de Munte ;
- au sud, Plopeni et Ploiești.

La route DJ218 mène vers Vâlcănești à l'ouest.

### Voies ferrées
Dumbrăvești possède une gare sur la ligne de chemin de fer Ploiești-Slănic.